# Paectes vittata
Paectes vittata là một loài bướm đêm trong họ Noctuidae.